# Chính phủ tự trị Bắc Sơn Tây
Chính phủ tự trị Bắc Sơn Tây (còn gọi là Chính phủ tự trị Tấn Bắc; tiếng Trung: 晋北自治政府; bính âm: Jìnběi zìzhì zhèngfǔ; Wade–Giles: Chin4-pei3 tzu4-chih4 cheng4-fu3; Hepburn: Susumu kita jichi seifu) là một chính phủ tự trị hành chính của Mông Cương từ khi thành lập năm 1937 đến khi sáp nhập hoàn toàn vào Mông Cương năm 1939. Sau khi Nhật Bản xâm lược Trung Quốc vào tháng 7 năm 1937, chính quyền khu vực được thành lập trên các lãnh thổ do Nhật chiếm đóng. Sau Chiến dịch Chahar diễn ra tháng 9 năm 1937, quyền kiểm soát của Nhật Bản được mở rộng đến khu vực phía bắc Sơn Tây, được thiết lập thông qua việc thành lập Chính phủ tự trị Bắc Sơn Tây, cũng như Chính phủ tự trị Nam Chahar ở phía đông tỉnh Sơn Tây.
Mặc dù Mông Cương lúc đầu chỉ thực hiện vai trò giám sát và chỉ đạo đối với Chính phủ tự trị Bắc Sơn Tây thông qua Ủy ban thống nhất Mông Cương, hội nghị gồm các nhân vật có ảnh hưởng từ Chính phủ tự trị Bắc Sơn Tây, Chính phủ tự trị Nam Chahar và Mông Cương; Ảnh hưởng của Mông Cương theo thời gian đã cho phép kiểm soát ngày càng nhiều các vấn đề của khu vực, khiến vùng này mất quyền tự chủ hành chính vào năm 1939 qua sự thành lập của Chính phủ Tự trị Thống nhất Mông Cổ.

## Bối cảnh
Sau Sự kiện Lư Câu Kiều và việc Nhật Bản tham chiến ở Trung Quốc, các kế hoạch của quân đội Nhật cho hi vọng chiến thắng của họ trong Chiến tranh Trung-Nhật đã được chuẩn bị thực hiện. Trong số các kế hoạch này, đặc biệt là trong thời kì đầu của cuộc chiến, đã có sự tham gia của chính quyền Trung Quốc bằng cách chia nước này thành nhiều nhà nước vùng đệm nhỏ hơn, tất cả đều nằm trong phạm vi ảnh hưởng của Nhật Bản. Đến năm 1938, nhiều chính phủ nhỏ liên kết với Nhật Bản đã tồn tại trên khắp Trung Quốc, bên cạnh những nhà nước bù nhìn lớn hơn là Mãn Châu Quốc và Mông Cương. Ngoài ra còn một số nhà nước bù nhìn tự trị về mặt hành chính mới được thành lập gồm: Chính phủ tự trị Chống cộng Đông Hà Bắc, Chính phủ Đại Đạo, Chính phủ tự trị Nam Chahar, và cả Chính phủ tự trị Bắc Sơn Tây.

## Sáng lập
Sáng ngày 13 tháng 9 năm 1937, trung tâm thành phố Đại Đồng bị quân đội Nhật Bản đánh chiếm và kiểm soát. Tuy nhiên, ngay sau đó, một nhóm các nhân vật có ảnh hưởng trong thành phố, gồm: Wang Yongkui, chủ tịch Phòng Thương mại thành phố Đại Đồng, một giáo viên trung học cơ sở, một kế toán và cả những người khác đã chào đón người Nhật, họ không phản đối việc chiếm đóng. Cuối tháng đó, vào ngày 20 tháng 9, các cơ sở của chính phủ cộng tác trong khu vực bắt đầu được thành lập với Trung tâm Bảo dưỡng Công an Bắc Sơn Tây ở Đại Đồng. Dẫn đầu nỗ lực này lúc đầu là Chen Yuming, người được quân đội Nhật Bản đưa từ Trương Gia Khẩu (Kalgan), thủ phủ khi đó là Mông Cương, nhằm chỉ đạo chính quyền Đại Đồng. Dưới thời Chen, Trung tâm Bảo trì Công an Bắc Sơn Tây đã thành lập một lực lượng dân quân gồm 150 người từ Đại Đồng hợp tác với quân đội Nhật Bản để bảo vệ thành phố. Tuy nhiên, việc điều hành Đại Đồng của Chen bị cắt ngắn bởi sự tái cơ cấu quản lí toàn bộ khu vực vào tháng 10.
Vào tháng 10, quân đội Nhật Bản đã tổ chức một hội nghị với mục đích tuyên bố "Đưa tỉnh Sơn Tây lên tự chủ", được tổ chức tại Nhà hát Phố Tây Gulou ở Đại Đồng. Tại hội nghị này, với hơn một nghìn người tham dự, năng lực hành chính của Trung tâm Bảo trì Công an Bắc Sơn Tây đã được thay thế bởi nhiều cơ quan hành chính khác, dẫn đến kế hoạch thành lập một nhà nước tự trị ở miền Bắc Sơn Tây, với thủ phủ là Đại Đồng.
Ngày 15 tháng 10 năm 1937, Chính phủ tự trị Bắc Sơn Tây chính thức được thành lập.

## Chính phủ
Về quan hệ quốc tế, Chính phủ tự trị Bắc Sơn Tây không được bất kì quốc gia có chủ quyền nào công nhận. Ngay cả chính Nhật Bản cũng không chính thức công nhận Chính phủ tự trị Bắc Sơn Tây là một quốc gia. Tuy nhiên, Mông Cương và Chính phủ tự trị Nam Chahar lân cận thì công nhận. Ba nhà nước Mông Cương, Bắc Sơn Tây và Nam Chahar, đều bị ràng buộc bởi Hội đồng Tối cao, một tổ chức có trụ sở tại Trương Gia Khẩu chỉ đạo (nhưng không thi hành hay lập ra) chính sách của cả ba. Mông Cương - vốn có ảnh hưởng lớn nhất trong Ủy ban Thống nhất Mông Cương - cho phép hai quốc gia kia trở nên phụ thuộc hơn vào chính Mông Cương theo thời gian. Đại diện Chính phủ tự trị Bắc Sơn Tây tại Ủy ban Thống nhất Mạnh Giang là Hạ Cung, một cựu chính khách địa phương trong thời kì Trung Hoa Dân Quốc kiểm soát Sơn Tây.

## Sáp nhập vào Mông Cương
Theo thời gian và mối quan hệ giữa Chính phủ tự trị Bắc Sơn Tây và Mông Cương ngày càng trở nên khăng khít hơn, hai nhà nước cùng với Chính phủ tự trị Nam Chahar sẽ hợp nhất để thành lập Chính phủ tự trị Mông Cổ Thống nhất Mông Cương. Ngày 1 tháng 9 năm 1939, địa vị của Chính phủ tự trị Bắc Sơn Tây thay đổi do nó đã mất quyền tự trị, trở thành một bộ phận được kiểm soát trực tiếp hơn nhiều của chính Mông Cương. Mặc dù Bắc Sơn Tây vẫn có một số quyền tự trị tương đối, nhưng điều này cũng đã bị xóa bỏ vào năm 1943 khi nó được cải tổ thành Văn phòng tỉnh Đại Đồng ở Mông Cương.